# 한노 (코끼리)

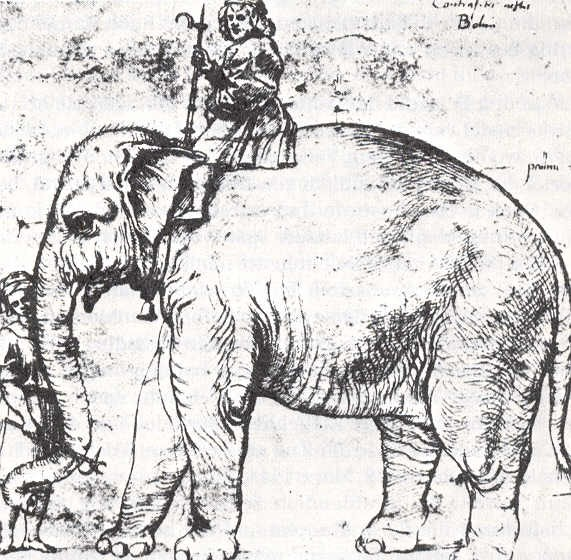
한노와 머하웃의 그림.

한노(영어: Hanno, 이탈리아어: Annone, 1510년경 ~ 1516년 6월 8일)는 마누엘 1세가 교황 레오 10세의 대관식에 선물로 줬던 애완용 흰코끼리이다. 인도 코끼리인 한노는 1514년 포르투갈의 대사로 근무하고 있던 트리스탕 다 쿠냐(Tristão da Cunha)과 함께 로마로 왔고 금세 교황 레오 10세의 가장 좋아하는 동물이 되었다. 한노는 변비를 위한 치료를 받은 지 2년 만에 죽고 말았다.

## 같이 보기
- 뒤러의 코뿔소